# Chrysogorgia dispersa
Chrysogorgia dispersa is een zachte koraalsoort uit de familie Chrysogorgiidae. De koraalsoort komt uit het geslacht Chrysogorgia. Chrysogorgia dispersa werd in 1908 voor het eerst wetenschappelijk beschreven door Kükenthal.